# センダワール
センダワール (Sendawar) はフランスの競走馬および種牡馬。父のプリオロ (Priolo) はジャック・ル・マロワ賞やムーラン・ド・ロンシャン賞などを勝ち、フランスのマイル路線で活躍した馬で、母のセンダナ (Sendana) はジョッケクルブ賞を勝ったダルシャーンを父に持った不出走馬である。
本馬も父と同じくマイル戦で活躍した。

## 戦跡
デビューから3戦目で初勝利を挙げると、4戦目に重賞初挑戦となるグレフュール賞 (G2) に出走。1番人気に推されたもののデビュー戦、準重賞と2連勝してきた後の凱旋門賞の勝ち馬であるモンジューに1馬身離された2着と惜敗する。しかし3番人気に甘んじたプール・デッセ・デ・プーランで1番人気のダンシリを破ると、翌年のイスパーン賞までG1を4連勝し、一躍ヨーロッパのマイル戦のトップホースになる。
勢いに乗っている事もあり、次走プリンスオブウェールズステークスでもドバイミレニアムを抑えて1番人気に推されるが、そのドバイミレニアムに11馬身離された4着と惨敗。距離をマイルに戻したジャック・ル・マロワ賞も2着と惜敗し、現役を引退する。

### 年度別競走成績
- 1998年（2戦0勝）
- 1999年（5戦4勝） - プール・デッセ・デ・プーラン (G1) 、セントジェームズパレスステークス (G1) 、ムーラン・ド・ロンシャン賞 (G1)
- 2000年（3戦1勝） - イスパーン賞 (G1)

## 種牡馬入り後
引退後はフランスのアーガー・ハーン・スタッド (Aga Khan Stud) で種牡馬入り。しかしおもだった産駒はおらず、種牡馬としては現在のところ失敗気味である。

### 代表産駒
- Dilek - ダフニス賞（フランスG3）

## 血統表
| センダワールの血統ノーザンダンサー系 / Bold Princess (Pleasant Flight) 3×4=18.75%、Never Bend5×5=6.25% | センダワールの血統ノーザンダンサー系 / Bold Princess (Pleasant Flight) 3×4=18.75%、Never Bend5×5=6.25% | センダワールの血統ノーザンダンサー系 / Bold Princess (Pleasant Flight) 3×4=18.75%、Never Bend5×5=6.25% | （血統表の出典） | （血統表の出典） |
| 父 Priolo 1987 鹿毛                                                                                    | 父の父Sovereign Dancer 1975 鹿毛                                                                       | Northern Dancer                                                                                        | Nearctic         | Nearctic         |
| 父 Priolo 1987 鹿毛                                                                                    | 父の父Sovereign Dancer 1975 鹿毛                                                                       | Northern Dancer                                                                                        | Natalma          |                  |
| 父 Priolo 1987 鹿毛                                                                                    | 父の父Sovereign Dancer 1975 鹿毛                                                                       | Bold Princess                                                                                          | Bold Ruler       | Bold Ruler       |
| 父 Priolo 1987 鹿毛                                                                                    | 父の父Sovereign Dancer 1975 鹿毛                                                                       | Bold Princess                                                                                          | Grey Flight      |                  |
| 父 Priolo 1987 鹿毛                                                                                    | 父の母Primevere 1982 黒鹿毛                                                                            | Irish River                                                                                            | Riverman         | Riverman         |
| 父 Priolo 1987 鹿毛                                                                                    | 父の母Primevere 1982 黒鹿毛                                                                            | Irish River                                                                                            | Irish Star       |                  |
| 父 Priolo 1987 鹿毛                                                                                    | 父の母Primevere 1982 黒鹿毛                                                                            | Spring is Sprung                                                                                       | Herbager         | Herbager         |
| 父 Priolo 1987 鹿毛                                                                                    | 父の母Primevere 1982 黒鹿毛                                                                            | Spring is Sprung                                                                                       | Pleasant Flight  |                  |
| 母 Sendana 1987 鹿毛                                                                                   | 母の父Darshaan 1981 黒鹿毛                                                                             | Shirley Heights                                                                                        | Mill Reef        | Mill Reef        |
| 母 Sendana 1987 鹿毛                                                                                   | 母の父Darshaan 1981 黒鹿毛                                                                             | Shirley Heights                                                                                        | Hardiemma        |                  |
| 母 Sendana 1987 鹿毛                                                                                   | 母の父Darshaan 1981 黒鹿毛                                                                             | Delsy                                                                                                  | Abdos            | Abdos            |
| 母 Sendana 1987 鹿毛                                                                                   | 母の父Darshaan 1981 黒鹿毛                                                                             | Delsy                                                                                                  | Kelty            |                  |
| 母 Sendana 1987 鹿毛                                                                                   | 母の母Sherniya 1980 鹿毛                                                                               | *Empery                                                                                                | Vaguely Noble    | Vaguely Noble    |
| 母 Sendana 1987 鹿毛                                                                                   | 母の母Sherniya 1980 鹿毛                                                                               | *Empery                                                                                                | Pamplona         |                  |
| 母 Sendana 1987 鹿毛                                                                                   | 母の母Sherniya 1980 鹿毛                                                                               | Sherkala                                                                                               | Crepello         | Crepello         |
| 母 Sendana 1987 鹿毛                                                                                   | 母の母Sherniya 1980 鹿毛                                                                               | Sherkala                                                                                               | Shahana F-No.6-d |                  |